# Gesetzesumgehung
Gesetzesumgehung (lateinisch fraus legis) ist ein Verhalten, bei dem zwar nicht gegen den Wortlaut einer Rechtsnorm, wohl aber gegen ihren Sinn verstoßen wird. Der Gesetzgeber hat ein bestimmtes Ergebnis zwar nicht gewollt, aber es auch nicht ausdrücklich verboten. 

## Allgemeines
Rechtsstreitigkeiten aus vornehmlich dem ungeschriebenen Gewohnheitsrecht aber auch kodifiziertes Recht (beispielsweise gemäß den XII Tafeln) waren ab dem frühen römischen Recht nicht nur strikt nach den vorgegebenen Prozessformeln zu verhandeln, sondern auch streng nach ihrem Wortlaut auszulegen. Fragen nach Sinn und Zweck einer Norm fanden von vornherein keine Berücksichtigung. Das eröffnete die Phantasie für Umgehungsgeschäfte und gab den Möglichkeiten großen Raum. Vornehmlich behalf man sich mittels Scheingeschäften. 
Als sich Ende der zweiten Hälfte des 19. Jahrhunderts eine objektive Auslegungsdoktrin entwickelte, änderte sich auch zunehmend die Behandlung der Umgehungsgeschäfte. Es war möglich geworden, Rechtsgeschäfte aus dem objektiven Sinn und Zweck der Norm abzuleiten und zu interpretieren. Die pandektistische Dogmatik nahm Einfluss auf das deutsche BGB. Gesetze bezwecken in diesem Zusammenhang auch heute noch eine Disziplinierung der Vertragsparteien und schreiben mehr oder weniger konkret vor, was erlaubt und was verboten ist. Werden Rechtshandlungen durch Gesetze untersagt, muss die Rechtsfolge einer Gesetzesumgehung mit der Rechtsfolge der umgangenen Norm übereinstimmen. Eine Gesetzesumgehung gibt es nur bei Verbotsgesetzen. Verbotsgesetze sind alle zwingenden, also nicht vertraglich abdingbaren Rechtsnormen, durch die die Vornahme eines (nach der Rechtsordnung grundsätzlich möglichen) Rechtsgeschäfts mit Rücksicht auf seinen Inhalt, auf einen von der Rechtsordnung missbilligten Erfolg oder auf die besonderen Umstände, unter denen es vorgenommen wird, untersagt wird. Ein Verstoß gegen ein Verbotsgesetz ist auch dann anzunehmen, wenn es umgangen werden soll. Mit einem Umgehungsgeschäft versuchen die Vertragsparteien – die eigentlich einen gesetzlich verbotenen Tatbestand wollen – dasselbe wirtschaftliche Ergebnis durch einen vom Wortlaut des Gesetzes nicht erfassten Tatbestand herbeizuführen.

## Abgrenzung
Bei allen Rechtsnormen stellt sich zunächst die Frage, ob und inwieweit sie „umgehungsfähig“ sind oder bestimmte formelle und inhaltliche Voraussetzungen erfüllen müssen, damit ihre Vermeidung zu einer Umgehung wird. Wer ein Gesetz umgeht, möchte in aller Regel seine Rechtsfolgen vermeiden. Dazu wendet er Gestaltungsmöglichkeiten an, die in einen Umgehungsvertrag oder ein Umgehungsgeschäft münden. Eine unzulässige Gesetzesumgehung liegt vor, wenn rechtsmissbräuchlich durch eine objektive Umgehungshandlung eine zwingende Rechtsnorm umgangen oder zur Anwendung gebracht oder ein normfreier Raum geschaffen wird. Das Verbot von Umgehungsgeschäften ist ein seit langer Zeit allgemein anerkannter
Rechtsgrundsatz. Eine Gesetzesumgehung liegt nach der Rechtsprechung des Bundesgerichtshofs dann vor, wenn die Gestaltung eines Rechtsgeschäfts objektiv den Zweck hat, den Eintritt einer Rechtsfolge zu verhindern, die das Gesetz für derartige Geschäfte vorsieht; eine Umgehungsabsicht ist nicht erforderlich.
Wird hingegen ausschließlich der Wortlaut eines Gesetzes umgangen, aber sein Normzweck eingehalten, liegt eine zulässige Gesetzesvermeidung vor. Sie ist das Gegenteil einer Gesetzesumgehung. Eine Gesetzesvermeidung bleibt ohne Rechtsfolgen, so dass auf Gesetzesvermeidung beruhende Transaktionen voll rechtswirksam sind.

## Rechtsfolgen
Eine Gesetzesumgehung kann keine Rechtsfolgen haben, wenn sie nicht gleichzeitig eine Gesetzesverletzung darstellt. Präziser ausgedrückt liegt eine Gesetzesumgehung vor, wenn zwar der Geltungsbereich einer Norm nicht eingreift, aber gegen das Normziel verstoßen wird. Wird mithin nicht gegen den Wortlaut einer Norm verstoßen, muss durch Auslegung gefragt werden, welches Ziel mit dieser Norm verfolgt werden soll. Sinn und Ziel einer Vorschrift ist der von ihr erfasste Lebensbereich, der durch Auslegung ermittelt werden kann.
Rechtsfolgen treten nur ein, wenn eine Gesetzesverletzung vorliegt. Der Gesetzgeber hat die Möglichkeit einer Gesetzesumgehung eingeplant und deshalb die Nichtigkeit von Rechtsgeschäften vorgesehen, die gegen ein Verbotsgesetz verstoßen. Erfüllt das Umgehungsgeschäft den Normzweck einer Vorschrift, greift das Verbotsgesetz mit der Folge der Nichtigkeit des Umgehungsgeschäfts nach § 134 BGB ein. Das Gesetz duldet auch nicht die Umgehung verbraucherschützender Bestimmungen. So ist in § 312i BGB vorgesehen, den Verbraucherschutz selbst dann noch anzuwenden, wenn eine Umgehung durch „anderweitige Gestaltungen“ vorliegt. Im Fall des § 475 Abs. 1 Satz 2 BGB ist eine Umgehung anzunehmen, wenn die gewählte Gestaltung dazu dient, die Anwendung des bezweckten Verbraucherschutzes auszuschließen oder einzuschränken. Es handelt sich hierbei um Spezialbestimmungen für konkrete Arten von Rechtsgeschäften, bei denen der Verbraucherschutz nicht umgangen werden kann. Da eine Umgehungsmöglichkeit auch bei weniger konkret werdenden gesetzlichen Bestimmungen in Betracht zu ziehen ist, unterscheidet man verschiedene Arten von Verbotsgesetzen. 

## Arten
Man unterscheidet im Hinblick auf die Eindeutigkeit von Verbotsnormen das allgemeine von dem spezialgesetzlichen Umgehungsverbot.

### Allgemeines Umgehungsverbot
Ein allgemeines Umgehungsverbot liegt vor, wenn der Zweck einer Rechtsnorm durch andere rechtliche Gestaltungsmöglichkeiten vereitelt wird. Beim allgemeinen Verbot muss der Zweck einer Rechtsnorm durch Auslegung ermittelt werden. Wenn ein Rechtsgeschäft weder ein Scheingeschäft darstellt noch spezialgesetzliche Umgehungsverbote vorliegen, ist das allgemeine Umgehungsverbot einschlägig. Eine – unzulässige – Gesetzesumgehung liegt dann vor, wenn der Zweck einer zwingenden Rechtsnorm dadurch vereitelt wird, dass andere rechtliche Gestaltungsmöglichkeiten missbräuchlich verwendet werden.

### Spezialgesetzliches Umgehungsverbot
Bei einem spezialgesetzlichen Umgehungsverbot wird der gesetzgeberische Wille zur Durchsetzung zwingender Vorschriften ausdrücklich erklärt. Spezialgesetzliche Verbotsnormen sind insbesondere §§ 306a, § 312i, § 475 Abs. 1 Satz 2, § 506 oder § 655e BGB. Diese Vorschriften sind so konkret auf einen bestimmten Sachverhalt zugeschnitten, dass eine Auslegung im Einzelfall nicht erforderlich ist. Voraussetzung ist auch hier, dass Verbotsgesetze zwingend sein müssen und nicht abdingbar sind.

### Sonstige Arten
Echte und unechte Gesetzesumgehung (Anknüpfungserschleichung) kommen im Zusammenhang mit der Geltung des Internationalen Privatrechts vor. Bei der unechten Gesetzesumgehung wird nur der Wortlaut der fraglichen Norm, nicht aber ihr Sinn umgangen. So schließen die Verlobten eine Ehe im Ausland, um Eheverbote des deutschen oder ausländischen Rechts zu umgehen. „Heiratsparadiese“ sind daher typische Beispiele einer unechten Gesetzesumgehung. Bei einer echten Umgehung hingegen muss die Staatsangehörigkeit geändert werden, der gewöhnliche Aufenthaltsort oder eine rechtsmissbräuchliche Rechtswahl getroffen werden oder der Ort eines Vertragsabschlusses gewechselt werden. Typisches Beispiel für eine echte Umgehung war die in Österreich im Januar 2011 abgeschaffte Kreditvertragsgebühr („Kreditsteuer“), eine Steuer, die bei Abschluss eines Kreditvertrages erhoben wurde. Verlegte man den Ort des Vertragsabschlusses nach Deutschland, war die Kreditsteuer nicht zahlbar. Hierbei muss sich der „Umgeher“ also auch um den gesetzlich anvisierten Sachverhalt „schlängeln“. Im deutschen Internationalen Privatrecht fehlt es an einer allgemeinen Regelung der Gesetzesumgehung.
Wenn beide Vertragsparteien bewusst zusammengearbeitet haben, um eine unerwünschte Gesetzesregelung zu umgehen, liegt eine beidseitige Umgehung vor. Hat jedoch nur einer von mehreren Vertragsparteien zur Gesetzesumgehung beigetragen, liegt eine einseitige Umgehung vor.

## Umgehung im ausländischen Recht
Justus Wilhelm Hedemann schrieb noch im Jahre 1950, dass die im BGB nicht ausdrücklich geregelte Sicherungsübereignung „auf kühnem Gedankenumweg aus dem Gesetz herausgelesen“ und „geradezu ein Musterbeispiel für Gesetzesumgehung“ sei. Bereits das Reichsgericht hatte 1880 deren Zulässigkeit bejaht, weil ihr Rechtserfolg tatsächlich gewollt sei und dies später am 8. November 1904 nach Inkrafttreten des BGB bekräftigt. Auch die ständige Rechtsprechung des BGH geht von der Rechtswirksamkeit der Sicherungsübereignung in Deutschland aus. Während die Sicherungsübereignung auch in der Schweiz als zulässig anerkannt ist, wird sie in Österreich hingegen bis heute als unzulässige Umgehung des Pfandrechts angesehen. In der Schweiz und Österreich unterscheidet sich die Umgehungsdoktrin ansonsten nicht wesentlich von der deutschen. In der Schweiz gibt es verbreitet die Auffassung, dass Gesetzesumgehung ein Unterfall des Rechtsmissbrauchs sei, der in Art. 2 Abs. 2 ZGB geregelt ist. In Frankreich liegt Gesetzesumgehung („fraude à la loi“) erst vor, wenn drei Voraussetzungen erfüllt werden. Im Common Law ist die Gesetzesumgehung („evasion“) bei der Rechtsanwendung völlig unbekannt.

## Umgehung im Steuerrecht
Einen Schwerpunkt hat die Gesetzesumgehung im Steuerrecht, wo § 42 AO klarstellt, dass das Steuerrecht beim Missbrauch rechtlicher Gestaltungsmöglichkeiten nicht umgangen werden kann. Allerdings ist dies im strengen Sinne keine Gesetzesumgehung. Ist nämlich ein bestimmter Vorgang nicht steuerpflichtig, liegt legale Steuervermeidung vor. Besteht hingegen eine Steuerpflicht, so lässt sie sich nicht umgehen, sondern die Beteiligten könnten allenfalls das Vorliegen der Besteuerungsvoraussetzungen verschleiern; das allerdings ist strafbare Steuerhinterziehung, aber keine Umgehung.